# Арик

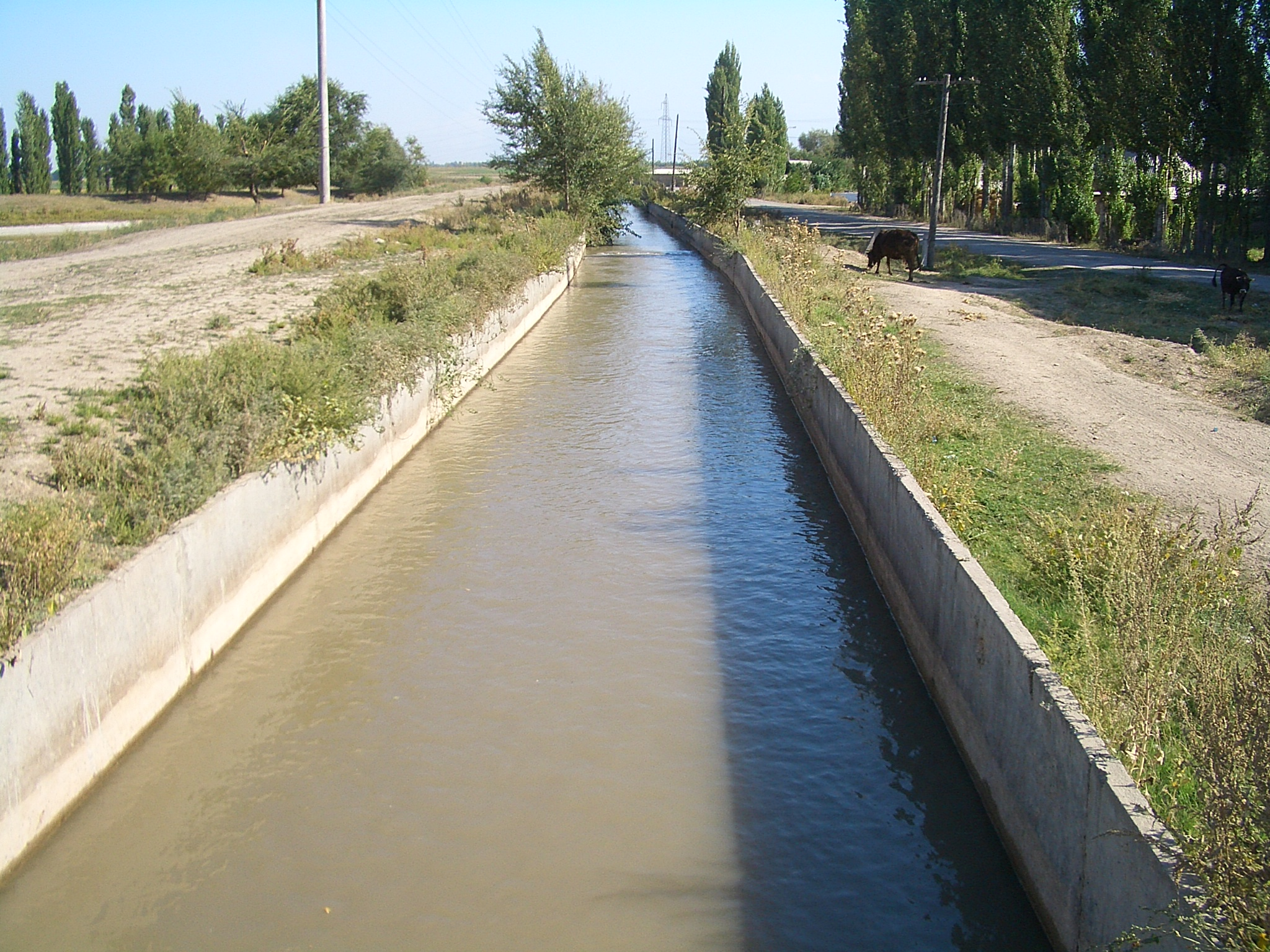
Великий облицьований бетоном арик у Мілянфан, Киргизстан

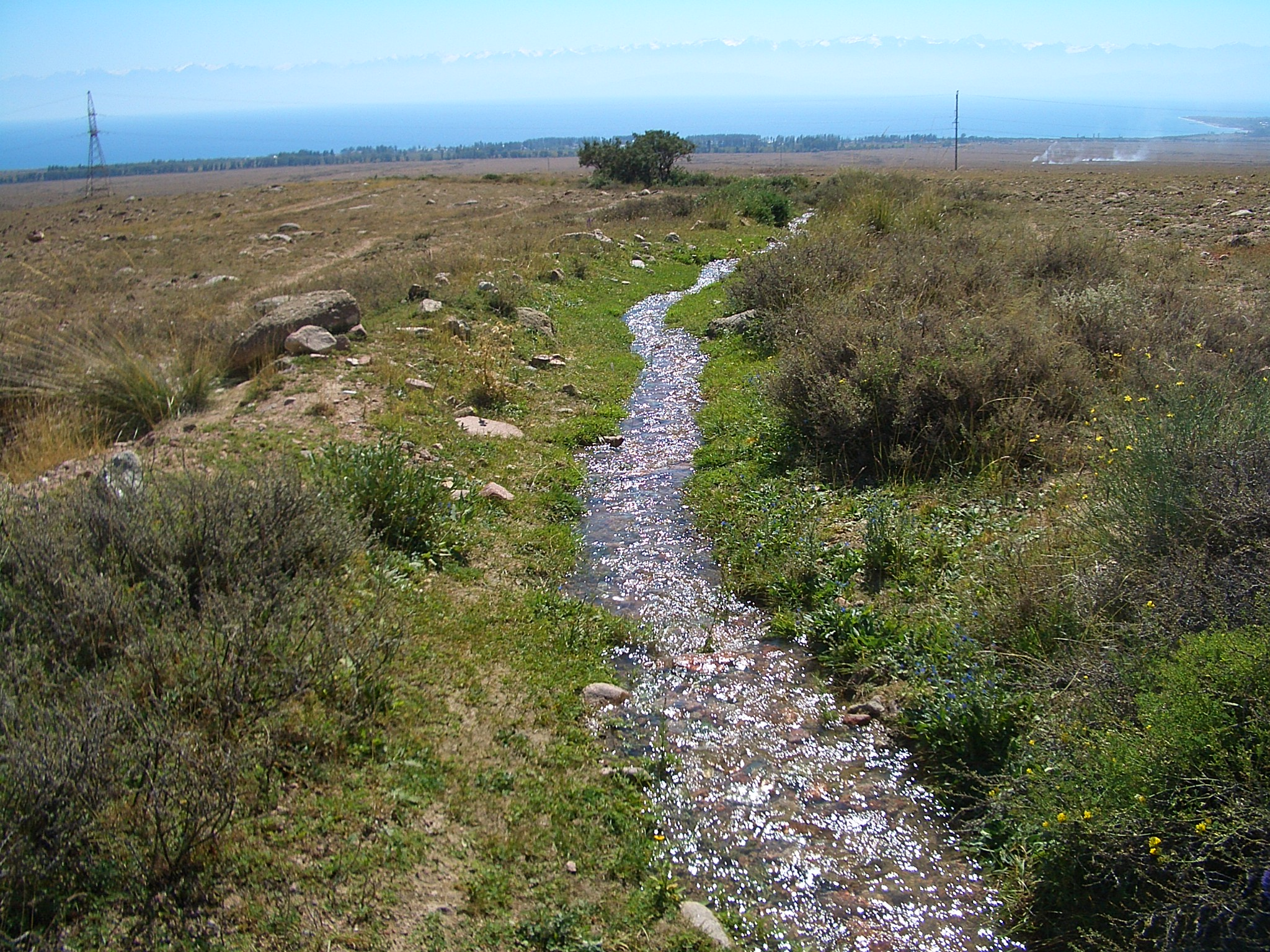
У селі Тамчи Іссик-Кульської області ариком називають струмок, що приносить воду з гір у село, спрямований у нове русло

Ари́к (слово з тюркських мов, можливо пов'язане з коренем *ar- — «протікати, просякати») — місцева назва постійного зрошувального каналу в Центральной Азії, Закавказзі тощо.

## Опис
Арики використовують у районах, що мають сухий клімат, де землеробство без зрошення майже неможливе. Арики часто будуються в межах поселення для зрошення дерев у літні періоди, коли кількість опадів найменша. У довжину арик може сягати понад десять кілометрів і навіть місцями розливатись у невеличкі озерця.
Ариками також називають протоки, що відводять воду від річки або сая (невеличкої річки, яка стікає з гір), канави, прориті на полях для поливу рослин, а іноді й старі канали. Великі арики й канали також називають анхорами (узб. анҳор).
Державна і місцева влада центральноазійських країн підтримують будівництво ариків і слідкують за збережністю споруд. Для контролю за ариками в містах і селах призначають «аричних старійшин». В їх ролі зазвичай виступають старости кишлаків, міраби і міські та сільські громади.